# Zamek w Norymberdze
Zamek w Norymberdze (Nürnberger Burg) – zamek położony na skale leżącej na północ od historycznego centrum miasta Norymbergi, w Niemczech. Wyodrębnia się trzy części: Kaiserburg, Burggrafenburg i Städtische Burganlage.
Zamek został uszkodzony w czasie II wojny światowej. Od strony północnej i zachodniej otaczają go barokowe ogrody zamkowe na basztach.
W latach II wojny światowej w Kunstbunker pod zamkiem przechowywano zrabowany z Krakowa ołtarz Wita Stwosza.